# Damian Drăghici
Damian Drăghici, né le 31 mars 1970 à Bucarest, est un homme politique et un musicien roumain appartenant à la minorité rom.

## Biographie
D'origine rom, il est sénateur et conseiller du Premier ministre sur les affaires roms[Quand ?]. C'est un joueur de naï. 
Le 25 mai 2014, il est élu député européen en tant que membre de l'Union nationale pour le progrès de la Roumanie (UNPR).
En 2016 il forme le projet musical The Gypsy Cuban Project.